# Ород (коммуна)
Оро́д (фр. Hohrod) — коммуна на северо-востоке Франции в регионе Гранд-Эст (бывший Эльзас — Шампань — Арденны — Лотарингия), департамент Верхний Рейн, округ Кольмар — Рибовилле, кантон Вендзенем. До марта 2015 года коммуна административно входила в состав упразднённого кантона Мюнстер (округ Кольмар).
Площадь коммуны — 5,49 км², население — 340 человек (2006) с тенденцией к снижению: 303 человека (2012), плотность населения — 55,2 чел/км².

## Население
Численность населения коммуны в 2011 году составляла 314 человек, а в 2012 году — 303 человека.
| 1962 | 1968 | 1975 | 1982 | 1990 | 1999 | 2006 | 2007 | 2011 | 2012 |
| ---- | ---- | ---- | ---- | ---- | ---- | ---- | ---- | ---- | ---- |
| 286  | 284  | 305  | 318  | 293  | 320  | 340  | 343  | 314  | 303  |

Динамика населения:

## Экономика
В 2010 году из 214 человек трудоспособного возраста (от 15 до 64 лет) 172 были экономически активными, 42 — неактивными (показатель активности 80,4 %, в 1999 году — 71,3 %). Из 172 активных трудоспособных жителей работали 158 человек (81 мужчина и 77 женщин), 14 числились безработными (4 мужчины и 10 женщин). Среди 42 трудоспособных неактивных граждан 5 были учениками либо студентами, 26 — пенсионерами, а ещё 11 — были неактивны в силу других причин.
На протяжении 2011 года в коммуне числилось 139 облагаемых налогом домохозяйств, в которых проживало 304 человека. При этом медиана доходов составила 18277 евро на одного налогоплательщика.